# Słobidka (rejon kamieniecki)
Słobidka (ukr. Слобідка) – wieś na Ukrainie, w obwodzie chmielnickim, w rejonie kamienieckim, w hromadzie Nowa Uszyca. W 2001 liczyła 548 mieszkańców, spośród których 540 wskazało jako ojczysty język ukraiński, a 8 rosyjski.